# Karl IV:s familj
Karl IV:s familj (spanska: La familia de Carlos IV) är en oljemålning av den spanske konstnären Francisco de Goya från 1800. Den ingår i Pradomuseets samlingar i Madrid. 
Goyas målning är en enastående karaktärsskildring, ett realistiskt och föga smickrande grupporträtt av den kungliga familjen Bourbon i Spanien. Under Karl IV:s styre 1788–1808 steg Goyas stjärna i Spanien och år 1799 utnämndes han till förste hovmålare. Man kan dock anta att konstnären inte var imponerad av den familj som härskade över Spanien. Goya har lyckats att tränga bakom masken på kungligheterna och avbilda deras personligheter och karaktärer, liksom deras svagheter. Han tycks också ha lyckats med konststycket att både avslöja sanningen om sina härskare utan att själv störtas. Kungafamiljen lär ha varit nöjd med porträttet. Målningen färdigställdes efter noggranna studier i en serie oljeskisser av de individuella familjemedlemmarna. 

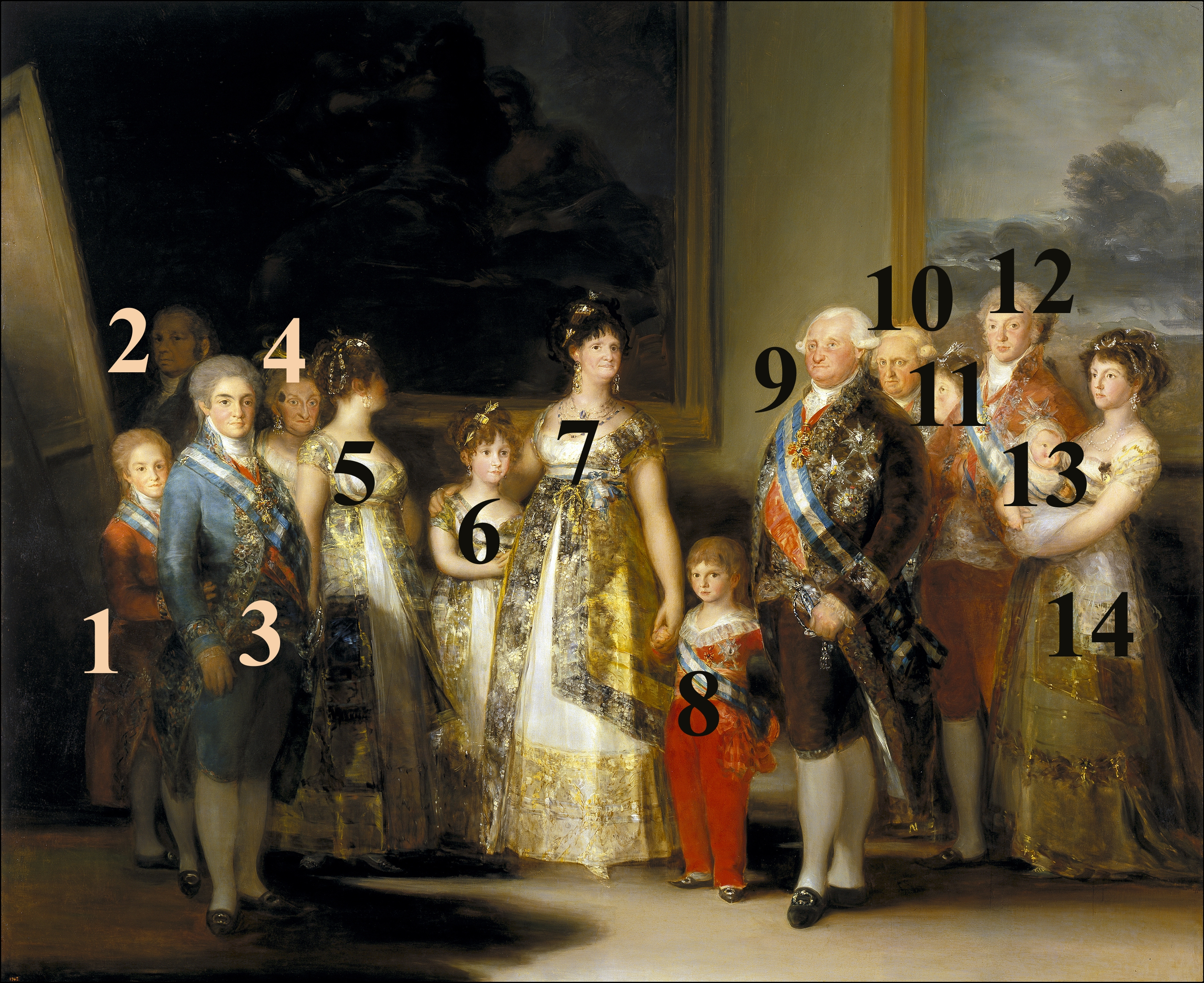

Goya fokuserade framför allt på tre personer i familjeporträttet: kronprins och sedermera kung Ferdinand VII (nummer 3), drottning Maria Lovisa av Parma (7) och kung Karl IV (9). Karl IV var en svag regent som lämnade över regeringsmakten till drottningen och hennes älskare, Manuel de Godoy, som möjligtvis också var biologisk far till deras yngre barn (6 och 8). Kronprins Ferdinand skulle åtta år senare genomdriva en statskupp mot sin far och kort därefter själv bli avsatt av Napoleon. Vid tidpunkten för målningen letade Ferdinand efter en lämplig prinsessa. Goya förberedde sig för att måla in den nya familjemedlemmen, men eftersom Ferdinand inte hittat någon vid målningens färdigställande valde Goya att porträttera henne med ansiktet bortvänt (5). Två år senare gifte han sig med sin kusin, Maria Antonia av Sicilien och Neapel.  
Goya inspirerades mycket av den spanske barockkonstnären Velázquez och denna målning innehåller referenser till bland annat Hovdamerna från 1656. En likhet mellan de båda målningarna är att konstnärerna målat in sig själva; Goya står i skuggan bakom staffliet (2).    

Velázquez Hovdamerna (1656) inspirerade Goya. Även den målningen är utställd på Pradomuseet.

## Porträtterade
1. Don Carlos, hertig av Molina (1788–1855) – kungens andra son
2. Francisco de Goya
3. Fernando, prins av Asturien och senare Ferdinand VII av Spanien (1784–1833)
4. Maria Josefa (1744–1801) – kungens syster
5. Maria Isabel (1789–1848) – kungens dotter
6. drottning Maria Lovisa av Parma (1751–1819) – kungens hustru
7. Francisco de Paula, hertig av Cadiz (1794–1865) – kungens yngsta son
8. kung Karl IV (1748–1819)
9. Antonio Pascual av Spanien  (1755–1817) – kungens bror
10. Charlotta Joakima (1775–1830) –  kungens äldsta dotter
11. Ludvig av Parma (1773–1803) – kungens svärson
12. Karl Ludvig av Bourbon-Parma (1799–1883) – kungens dotterson
13. Maria Luisa (1782–1824) – kungens äldsta dotter, gift med 12

## Goyas skisser

Målningen färdigställdes efter noggranna studier i en serie oljeskisser av de individuella familjemedlemmarna.
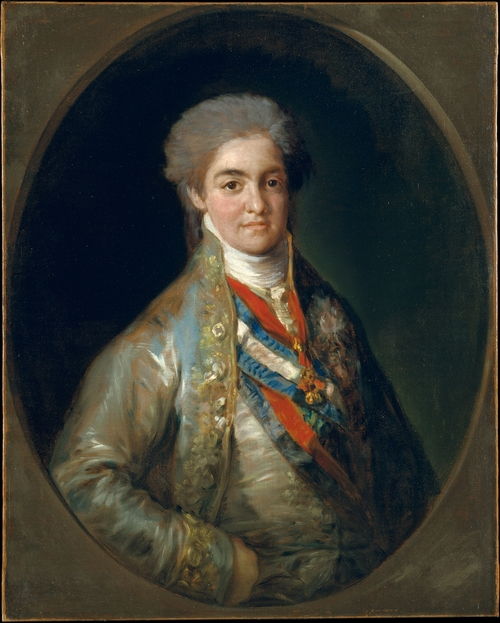
Fernando, prins av Asturien och senare Ferdinand VII av Spanien.
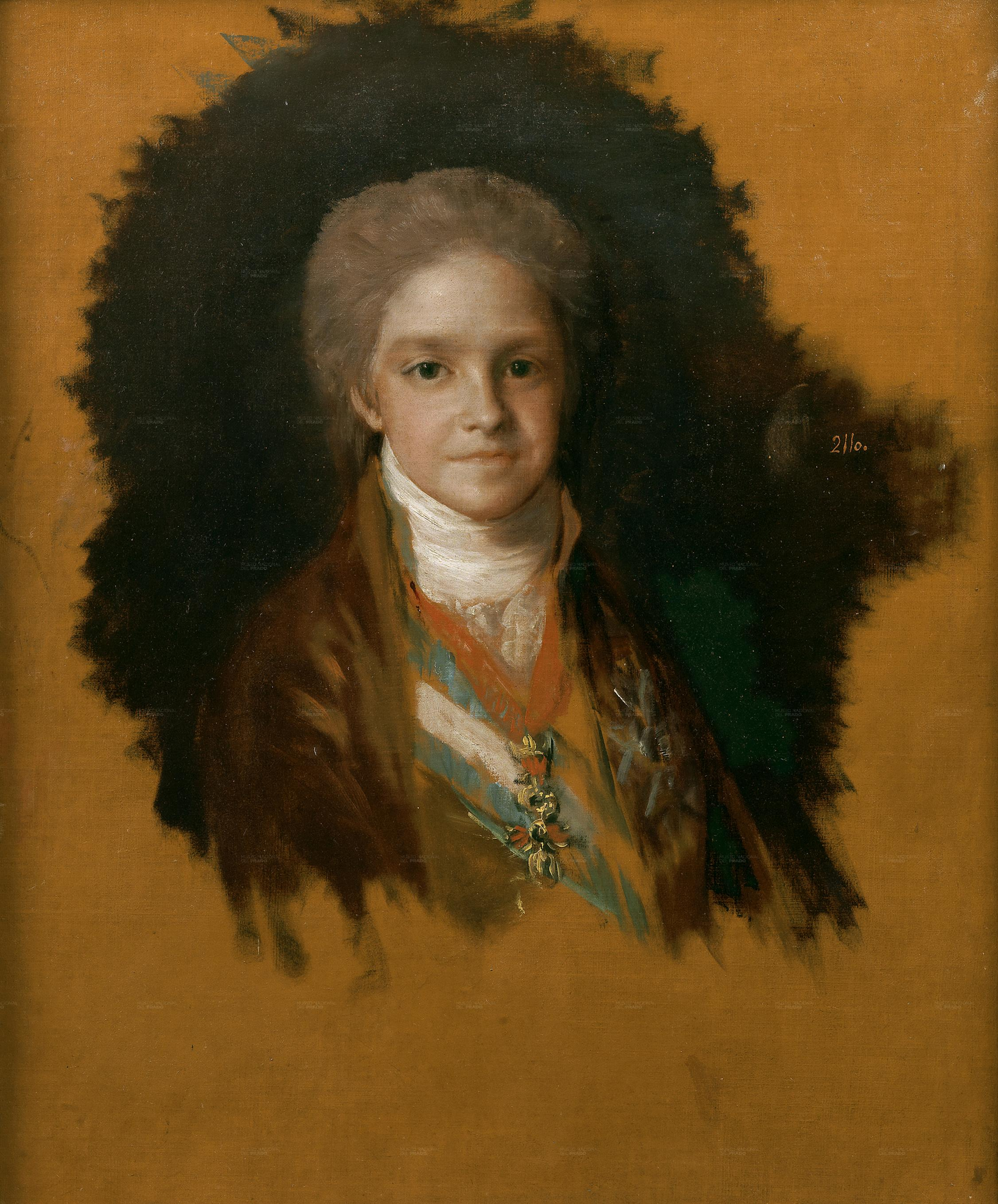
Don Carlos, hertig av Molina.
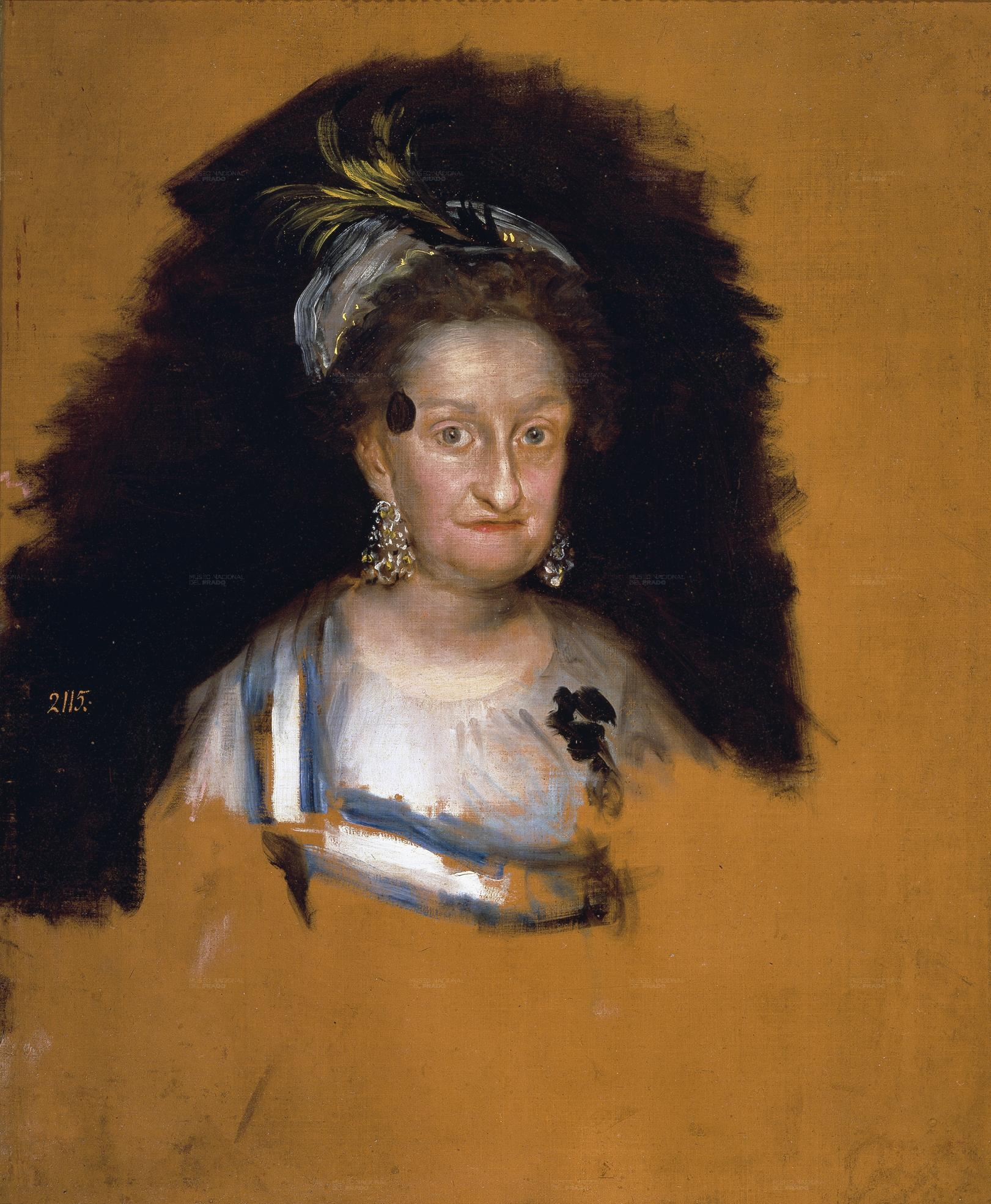
Maria Josefa av Spanien
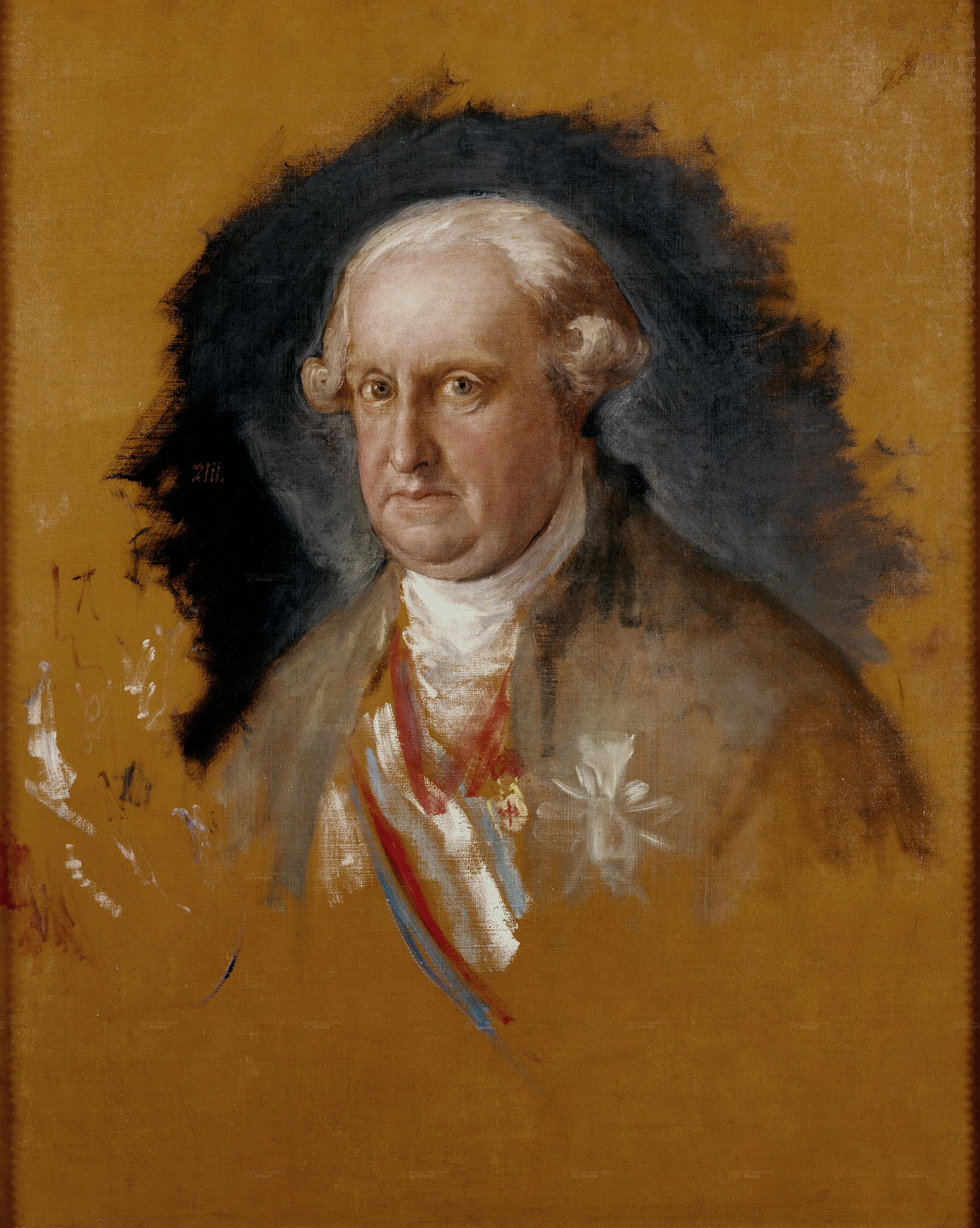
Antonio Pascual av Spanien
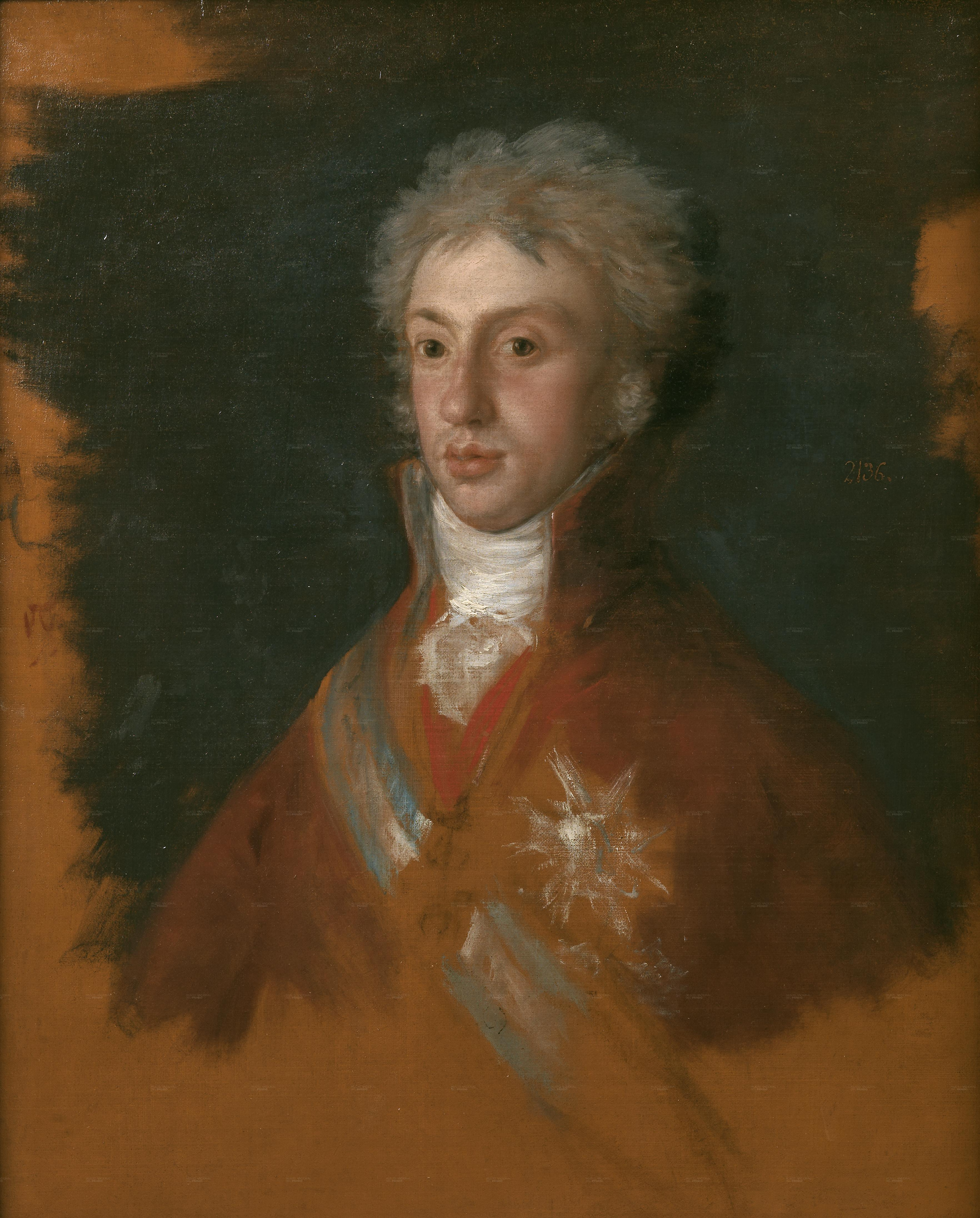
Ludvig av Parma
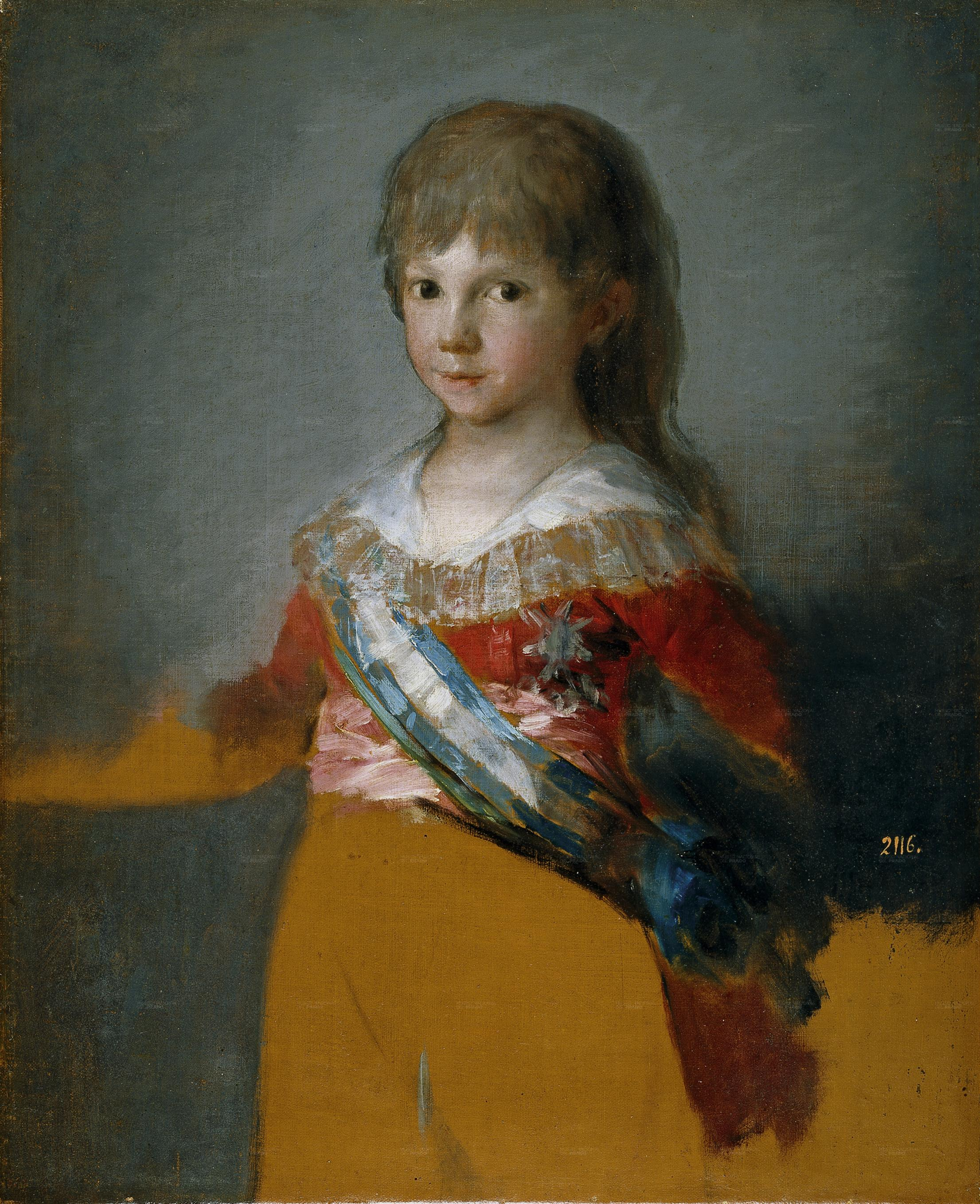
Francisco de Paula, hertig av Cadiz